# Miriam Muñoz Resta
Miriam Muñoz Resta (Palma de Mallorca, 21 de agosto de 1981) es una política socialista española. Estudiante de pedagogía, es Secretaria General de las Juventudes Socialistas de Palma y Secretaria de Movimientos Sociales y ONG del Comitè Palma Eixample (PSIB-PSOE). Ha sido concejal del Ayuntamiento de Palma de Mallorca desde 2007 a 2008, y diputada por Mallorca en el Congreso en la VIII y IX Legislaturas.